# Shinobu Ota
Shinobu Ota, född den 28 december 1993 i Aomori, är en japansk brottare.
Han tog OS-silver i fjädervikt i samband med de olympiska tävlingarna i brottning 2016 i Rio de Janeiro.